# Football aux Jeux olympiques intercalaires de 1906
Navigation
Saint-Louis 1904 Londres 1908
Le football figure au programme des Jeux olympiques intercalaires de 1906 à Athènes. Seules quatre équipes ont participé, dont trois villes de la Grèce et la Turquie.
L'équipe d'Athènes s'est retirée de la finale à la mi-temps pour préserver sa dignité. À la suite de son abandon elle a refusé la seconde chance de médaille qui lui était proposée (jouer contre les deux demi-finalistes perdants), ce qui entraina sa disqualification. Un match pour l'attribution des médailles d'argent et de bronze a alors été organisé entre les deux demi-finalistes perdants, Smyrne et Salonique.
Les villes de Smyrne et de Salonique appartenaient à l'Empire ottoman. Mais l'équipe de Thessalonique était composée de joueurs grecs. L'équipe de Smyrne se composait de joueurs anglais, français et arméniens.
Les buteurs de ce tournoi sont inconnus.

## Effectifs
- Sélection de Copenhague : Viggo Andersen, Peder Pedersen, Charles Buchwald, Parmo Ferslev, Stefan Rasmussen, Aage Andersen, Oskar Nielsen, Carl Pedersen, Holger Frederiksen, August Lindgren, Henry Rambusch, Hjalmar Herup
- Smyrne : Edwin Charnaud, Zareh Kouyoumdjian, Edouard Giraud, Jacques Giraud, Henri Joly, Percy de la Fontaine, Donald Whittal, Albert Whittal, Godfrey Whittal, Harold Whittal, Edward Whittal.
- Salonique : Georgios Vaporis, Nikolaos Pindos, Antonios Tegos, Nikolaos Pentzikis, Ioannis Kyrou, Georgios Sotiriadis, Vasilios Zarkadis, Dimitrios Mikhitsopoulos, Antonios Karagionidis, Ioannis Abbot, Ioannis Saridakis.
- Athènes : Panagiotis Vrionis, Nikolaos Dekavalas, Georgios Merkouris, Konstantinos Botasis, Grigorios Vrionis, Panagiotis Botasis, Georgios Gerontakis, Georgios Kalafatis, Theodoros Nikolaidis, Konstantinos Siriotis, A. Georgiadis.

## Tournoi

### Demi-finale

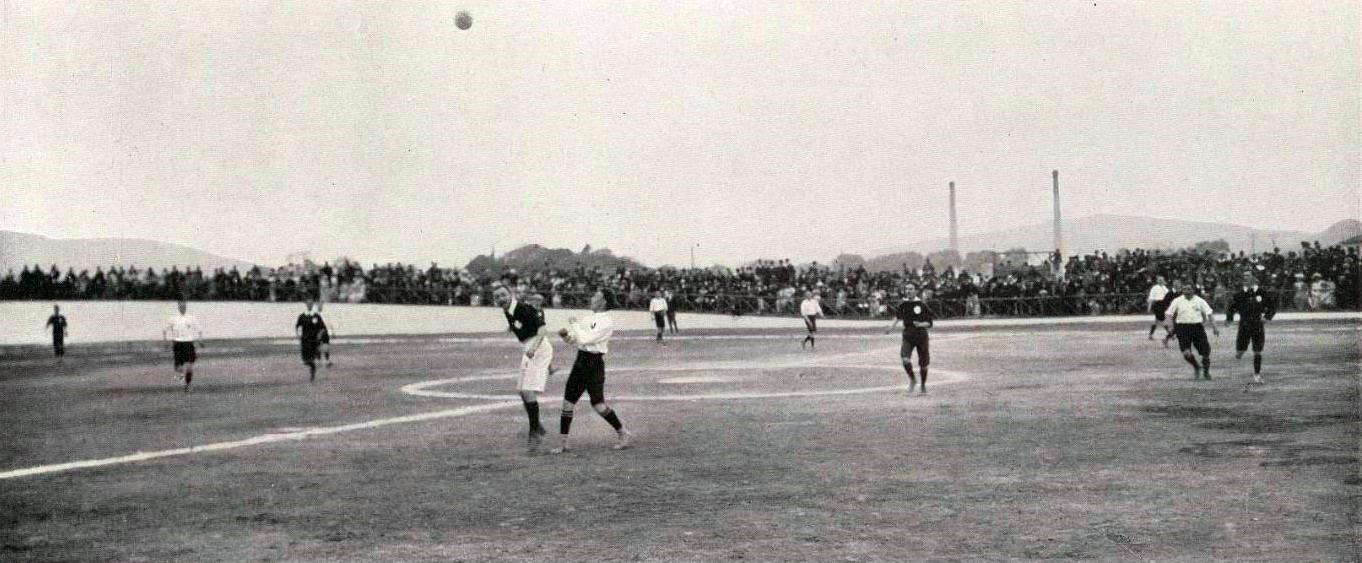
Demi-finale de football des Jeux Intercalaires de 1906, le Danemark contre les smyrniotes.

| Date          | Équipe 1                | Équipe 2  | Résultat |
| 23 avril 1906 | Sélection de Copenhague | Smyrne    | 5 - 1    |
| 23 avril 1906 | Athènes                 | Salonique | 5 - 0    |

### Finale
| Date          | Équipe 1                | Équipe 2 | Résultat                     |
| 24 avril 1906 | Sélection de Copenhague | Athènes  | 9 - 0 arrêté à la 45e minute |

### Match pour la médaille d'argent
| Date          | Équipe 1  | Équipe 2 | Résultat |
| 25 avril 1906 | Salonique | Smyrne   | 0 - 3    |

## Résultats et médailles
| Épreuves      | Or                      | Argent | Bronze        |
| Tournoi homme | Sélection de Copenhague | Smyrne | Thessalonique |

Les médailles de Salonique et Smyrne furent attribuées à la Grèce étant donné que les joueurs des 2 villes étaient composés de joueurs grecs.

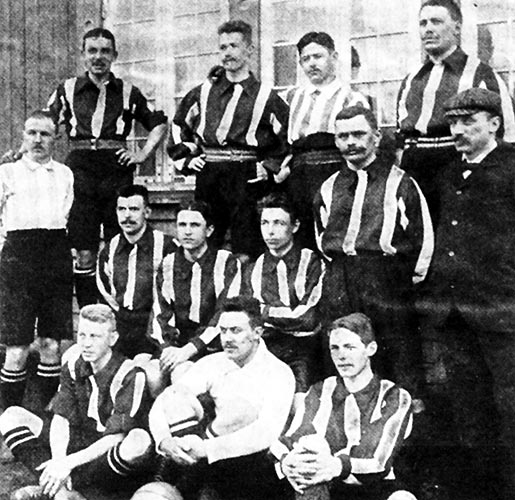
La sélection danoise.
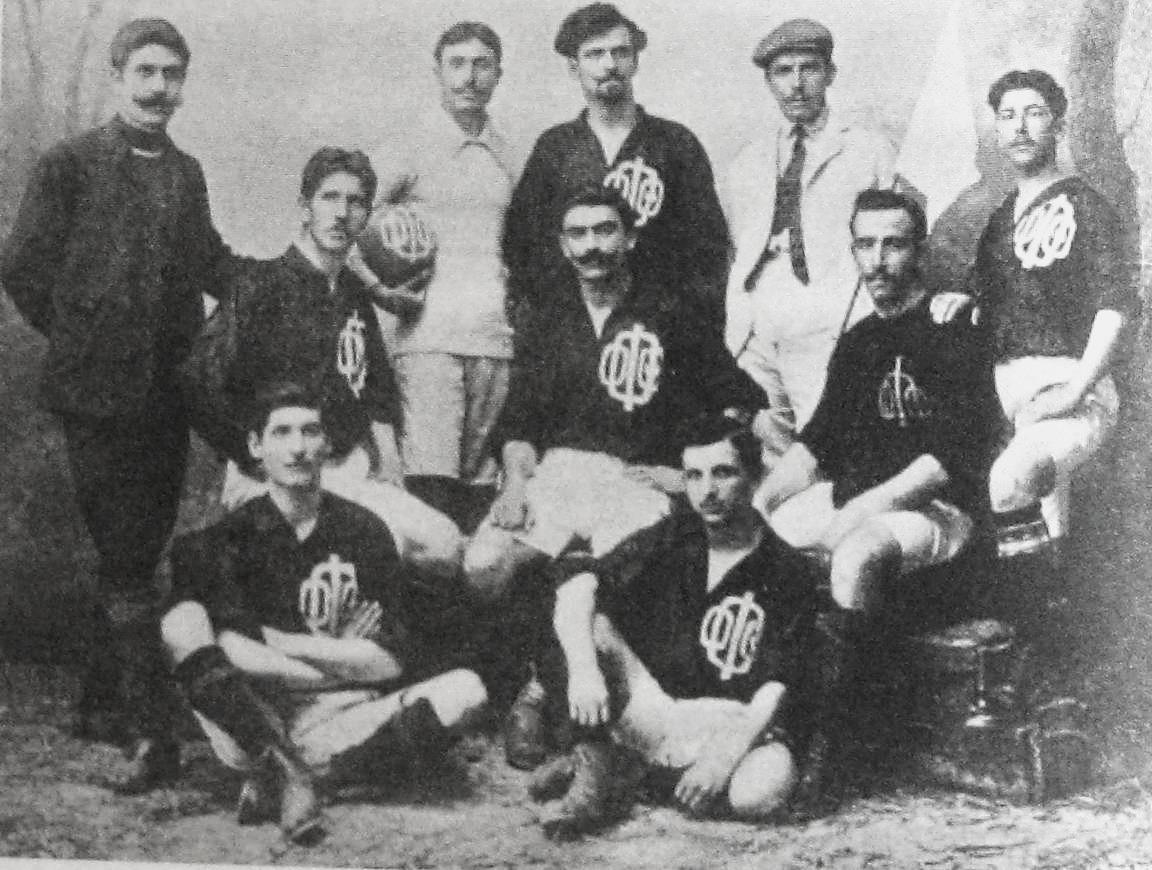
La sélection de Salonique
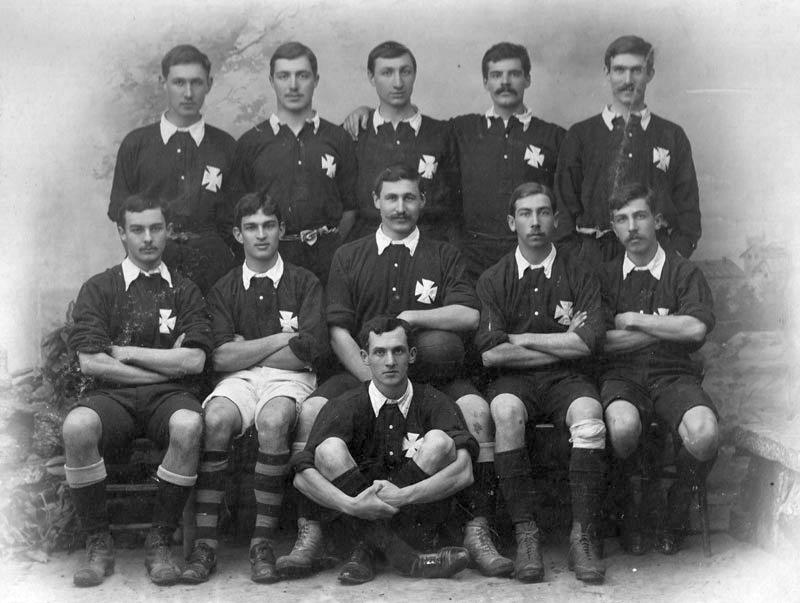
La sélection de Smyrne

| Rang | Nation         | Or | Argent | Bronze | Total |
| ---- | -------------- | -- | ------ | ------ | ----- |
| 1    | Danemark       | 1  | 0      | 0      | 1     |
| 2    | Empire ottoman | 0  | 1      | 1      | 2     |